# Nikola Burazer
Nikola Burazer (Beograd, 22. jul 1988) srpski je politikolog, novinar, programski direktor Centra savremene politike i izvršni urednik portala European Western Balkans.

## Biografija
Rođen je 22. jula 1988. godine u Beogradu, gde je završio osnovnu školu „Borislav Pekić“ i Sedmu beogradsku gimnaziju.
Diplomirao je politikologiju na Fakultetu političkih nauka Univerziteta u Beogradu 2011. godine, a svoju master tezu pod nazivom „Od fragmentacije do raspada: Teza segmentalnih institucija i slučaj Jugoslavije“ (From Segmentation to Dissolution: The Segmental Institutions Thesis and the Case of Yugoslavia) odbranio je na Centralnoevropskom univerzitetu u Budimpešti.
Tokom 2013. godine je bio istraživač Foruma za etničke odnose i istraživao o normalizaciji odnosa Srbije i Kosova. Marta 2013. godine postaje predsednik nevladine organizacije „Inicijativa za demokratsko društvo“.
Jula 2015. godine postaje izvršni urednik portala European Western Balkans i programski direktor Centra savremene politike.
Od septembra do decembra 2015. godine je bio istraživač Instituta za razvoj i međunarodne odnose u Zagrebu. Tokom 2017. godine je predavao na kursu „Nacionalizam i etnički konflikti na Balkanu“ na Kolegijumu Matija Korvin (Mathias Corvinus Collegium) u Budimpešti.
Od decembra 2017. do februara 2018. godine bio je istraživač saradnik u Savetodavnoj grupi Balkan u Evropi (BiEPAG), pri Centru za studije jugoistočne Evrope Univerziteta u Gracu.

## Odabrane publikacije
- Burazer, Nikola; Ivković, Aleksandar (2018). State of democracy in Serbia 2018 (PDF). Belgrade: Center for Contemporary Politics.
- Burazer, Nikola; Hackaj, Krisela; Shehaj, Ardita; Stefanovski, Ivan (2017). Democracy in Progress: shadow reporton political Copenhagen criteria in Western Balkans EU candidate states (PDF). Beograd: Centar savremene politike. ISBN 978-86-80576-04-6. Архивирано из оригинала (PDF) 23. 10. 2018. г. Приступљено 23. 10. 2018.
- Burazer, Nikola (2016). Reforma sistema reprezentacije nacionalnih manjina u Narodnoj skupštini Republike Srbije (PDF). Beograd: Centar savremene politike. ISBN 978-86-80576-03-9.
- Burazer, Nikola (2016). „Strategies of Symbolic Nation-Building in South Eastern Europe”. Croatian International Relations Review. 21 (74): 104—107.
- Burazer, Nikola, ур. (2016). Future of the Dialogue: Normalization of Relations with Kosovo and the European Integration of Serbia. Belgrade: Center for Contemporary politics.
- Burazer, Nikola (2015). Overview of the EU Negotiated Dialogue between Belgrade and Pristina (PDF). Belgrade: Center for Contemporary Politics.
- Burazer, Nikola (2015). From Segmentation to Dissolution: The Segmental Institutions Thesis and the Case of Yugoslavia (Master Dissertation) (PDF). Budapest: Central European University. Архивирано из оригинала (PDF) 23. 10. 2018. г. Приступљено 23. 10. 2018.
- Burazer, Nikola (2014).  Petrović, Nikola, ур. Zbirka predloga praktičnih politika perspektive mladih lidera (PDF). Beograd: Centar za međunarodne i bezbednosne poslove.

## Spoljašnje veze
- Званични сајт Центра савремене политике
- Званични сајт European Western Balkans-a
- Tekst Nikole Burazera za Večerenje novosti 24. maja 2016. godine